# Stilbula lissoma
Stilbula lissoma is een vliesvleugelig insect uit de familie Eucharitidae. De wetenschappelijke naam is voor het eerst geldig gepubliceerd in 1917 door Masi.